# Simony
Simony (szlovákul Partizánske, 1948-1949: Baťovany, korábban Šimonovany) város Szlovákiában. A Trencséni kerület Simonyi járásának székhelye. Kisbélic, Nagybélic és Návoly tartozik hozzá.

## Fekvése
Privigyétől 30 km-re délnyugatra, a Nyitra jobb partján található.

## Nevének eredete
Szlovák nevét az ellenállási mozgalomban, az 1944-es Szlovák Nemzeti Felkelésben való részvételéért kapta.
Az eredeti nevét Simon Comes (1200 körül) után kapta. 1920-ig Simony, 1948-ig Šimonovany volt a hivatalos neve.

## Története
A város területén a régészeti leletek tanúsága szerint már a kőkorszakban is éltek emberek. Megtalálták itt a vonaldíszes és a késő bronzkori lausitzi kultúra településeinek maradványait.
A települést 1260-ban "Symoni" alakban említi először írásos forrás. 1324-ben a helyi nemes Simonyi család birtoka. Szűz Mária tiszteletére szentelt templomát már az 1332 és 1337 között kelt pápai tizedjegyzék említi. 1416-ban 11 portája adózott. Zsigmond király 1411-ben várépítési engedélyt adott a Simonyi családnak. A már létező vár helyére építették a mostani várkastélyt. A Nyitra-folyó akkoriban a vár mellett folyt és egy ága körülvette a várat, így ez egy vízivár volt. Az erődítményeket 1600 körül lebontották és ebből építettek a Simonyi gyerekeknek 3-4 kastélyt. A 16. században a település lakói felvették a református hitet. 1681 és 1734 között az evangélikusok egyik artikuláris helye volt. 1601-ben malom és 38 ház állt a településen, közülük 10 nemeseké. 1715-ben 10 adózója mellett 3 kézműves család is élt itt. 1828-ban 74 háza volt 500 lakossal, akik főként mezőgazdasággal foglalkoztak.
Vályi András szerint "SIMONY. Curiális falu Bars Várm. földes Ura Simonyi Uraság, lakosai katolikusok, fekszik Oszlányhoz mintegy mértföldnyire; Szuteczka nevű Szállása is van, mellyen malma hasznos; földgye jó, vagyonnyai jelesek, és külömbfélék."
Fényes Elek szerint "Simony (Simenovany), tót falu, Bars vmegyében, a Nyitra vize mellett; 500 kath. lak. Kath. paroch. templom. Több csinos uri lakházak. Földjei szép rozsot, árpát teremnek; szénája, fája, gyümölcse elég. F. u. a Simonyi nemzetség. Ut. posta Zsámbokrét."
Bars vármegye monográfiája szerint "Simony, a Nyitravölyben, Nyitra vármegye határán fekvő tót kisközség 442 róm. kath. vallású lakossal. A Simonyiak ősi fészke (már 1260-ban kelt határjárási okmányban említve), a kik itt már az Árpád-házi királyok alatt várkastélyt építtettek, melynek egy része még maig is fennáll. A pápai tizedszedők jegyzékében e község Syman néven van említve. 1324-ben Simon és Simoni néven, de 1353-ban már a mai néven említik az egykorú okiratok. Egyháza már a 14. század elején a nagyobbak közé tartozott és Pázmány jegyzékében is mint nagyon régi szerepel. 1716-ban a templomát átalakították, a mikor csak kevés gótikus részletét hagyták meg. Simony is egyike annak a két barsi községnek, melyeknek Lipót király az 1681. május 25-i országgyűlésből kifolyólag megengedte, hogy a református templomot fentarthassák; később azonban az egész község katholizált. A község tót neve Simonovan volt. Simonyi Béla, Bars vármegye alispánja a régi várkastélyban őrzi a család rendkivül gazdag és érdekes levéltárát, mely több mint 300, részben kiadatlan, Árpád- és Anjou-korbeli oklevelet tartalmaz. A simonyi és varsányi Simonyi családnak itt négy régi kúriája volt, melyek közül az egyiket Simonyi András még 1584-ben építtette és ezt most a Salzberger családé, míg egy másikban maga az alispán lakik. Salzberger Józsefnek itt nagyobb szeszgyára és mintaszerű gazdasága is van. A községnek van postája és vasúti megállóhelye, távirója pedig Nagy-Bélicz."

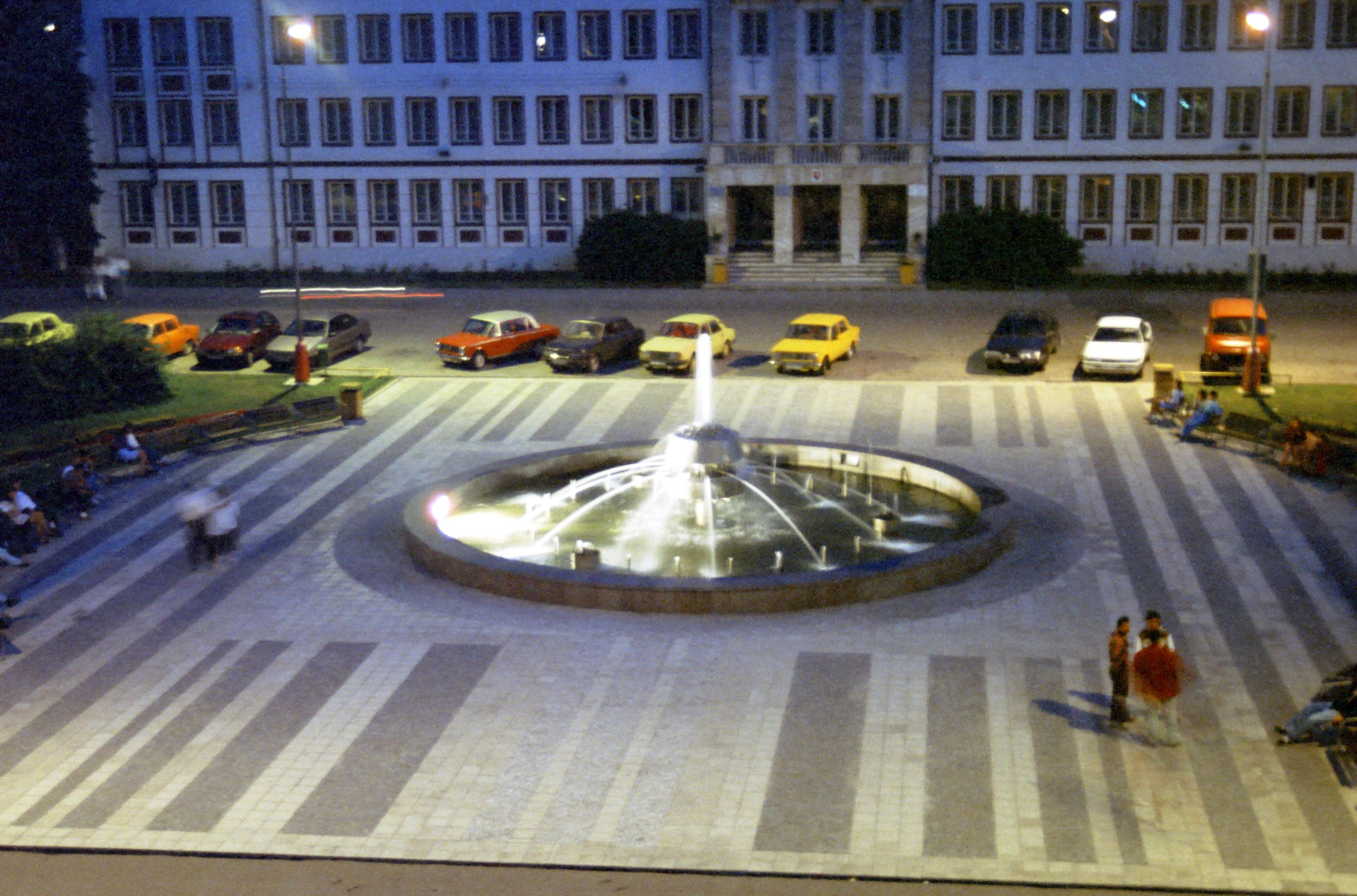
Simony főtere a szökőkúttal.

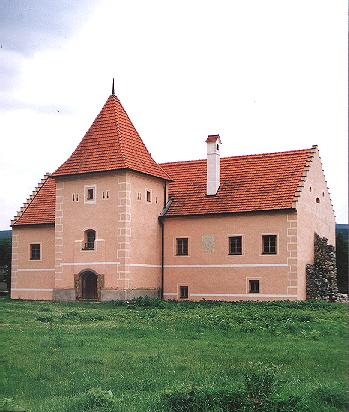
Simony várkastélya

A trianoni békeszerződés előtt Bars vármegye Oszlányi járásához tartozott. A háború után lakói többségben a Salzberger család birtokán dolgoztak, ahol szeszfőzde is működött. 1938-ban a Baťa cég vásárolt a határában területet és cipőgyárat épített oda. Ezzel megalapította Baťovany ipartelepet. A település a szlovák nemzeti felkelés idején az antifasiszta ellenállás egyik központja volt. A Grznár partizánosztag tevékenykedett itt és a helyi munkásság körében létrehozták a kommunista párt illegális szervezetét. A várost 1944. augusztus 29-én elfoglalták a partizánok. A munkások harcoló egységeket alakítva szeptember 3. és 7. között felvették a harcot a német csapatokkal. A várost végül a Vörös Hadsereg szabadította fel, de a partizánok emlékére a település 1949-ben a Partizánske, azaz Partizánváros nevet kapta.

## Népessége
| Év:            | 1994.  | 2004.   | 2014.   | 2024.    |
| -------------- | ------ | ------- | ------- | -------- |
| Emberek száma: | 25 621 | 24 581  | 23 436  | 20 338   |
| Eltérés:       |        | -4,05 % | -4,65 % | -13,21 % |

| Év:            | 2023.  | 2024.   |
| -------------- | ------ | ------- |
| Emberek száma: | 20 607 | 20 338  |
| Eltérés:       |        | -1,30 % |

1880-ban 374 lakosából 7 magyar és 337 szlovák anyanyelvű volt.
1890-ben 423 lakosából 24 magyar és 371 szlovák anyanyelvű volt.
1900-ban 442 lakosából 24 magyar és 391 szlovák anyanyelvű volt.
1910-ben 458 lakosából 20 magyar, 4 német, 433 szlovák és 1 más anyanyelvű volt.
1921-ben 483 lakosából 23 magyar és 454 csehszlovák volt.
1930-ban 513 lakosából 10 magyar és 499 csehszlovák volt.
1970-ben 11500 lakosából 83 magyar és 11286 szlovák volt.
Kisbélicen 563 szlovák és 1 magyar élt.
Nagybélicen 1995 szlovák és 4 magyar élt.
Návolyon 465 szlovák élt.
1980-ban 23266 lakosából 52 magyar és 22925 szlovák volt.
1991-ben 26543 lakosából 78 magyar és 26104 szlovák volt.
2001-ben 24907 lakosából 70 magyar és 24336 szlovák volt.
2011-ben 24115 lakosából 51 magyar, 115 cseh, 40 cigány, 20 morva, 12 lengyel, 9 orosz, 7-7 ukrán és német, 4 zsidó, 21634 szlovák, 50 egyéb és 2160 ismeretlen nemzetiségű volt.
2021-ben 21439 lakosából 44 (+18) magyar, 39 cigány, 7 ruszin, 19374 szlovák, 171 egyéb és 1804 ismeretlen nemzetiségű volt.

## Neves személyek
- Návolyon hunyt el 1694-ben felsőcsúti Csuty Pál Nyitra vármegyei tisztviselő, Lednic várának kapitánya.
- Itt született 1838-ban Simonyi Iván magyar jogász, ügyvéd, újságíró, szerkesztő, országgyűlési képviselő, az Országos Antiszemita Párt egyik alapítója.
- Nagybélicen született Czeizel János (1895–1983) főorvos.
- Nagybélicen szolgált Hamar Kálmán (1876-1963) esperes, plébános.
- Itt született 1943-ban Ján Geleta olimpiai ezüstérmes csehszlovák válogatott szlovák labdarúgó, középpályás.
- Itt született 1945-ben Karol Jokl szlovák labdarúgó, edző.
- Itt született 1979-ben Peter Baláž szlovák eszperantista, publicista és szerkesztő, a 2012-es év eszperantistája.
- Itt élt Ján Zachara olimpiai bajnok szlovák ökölvívó.
- Itt tanított Dušan Kováč szlovák történész, író, költő.

## Nevezetességei
- Várkastélya eredetileg gótikus stílusú, a 16. században megújították és a 19. században restaurálták. Híres levéltára volt középkori oklevelekkel és iratokkal.
- Szűz Mária tiszteletére szentelt római katolikus temploma eredetileg a 13. században épült, késő román stílusban. Egyik oldalkápolnája a 17. században készült, reneszánsz stílusú. A templom tornyát 1717-ben építették, 1750 körül barokk stílusban építették át.
- Jézus Szentséges Szíve tiszteletére szentelt római katolikus temploma 1949-ben épült, a város egyik jelképe. 1995-ben kulturális műemlékké nyilvánították.
- A Szent Tamás templom a város legújabb temploma, 1999-ben épült a Šípok nevű városrészen.
- A Szűz Mária kápolna a Szkacsány felé menő út mellett áll.
- A szlovák nemzeti felkelés emlékműve.
- A főtér szökőkútja.
- Nagybélic városrészen áll a Szent Erzsébet templom, mely 1723 és 1759 között épült a korábbi, 14. századi templom helyén.
- Kisbélic városrészen áll az 1988-ban épített planetárium.